# Teapacks

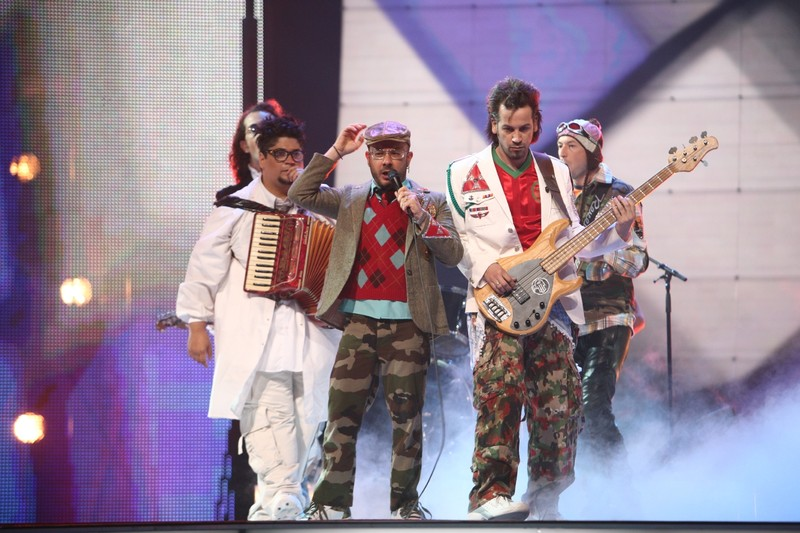
Teapacks

Teapacks är en israelisk musikgrupp, som bildades i Sderot 1988. De vann den israeliska uttagningen till Eurovision Song Contest 2007 med låten Push the Button, skriven av Kobi Oz. Låten är kontroversiell, då den bland annat påstås handla om kärnvapen.

## Eurovision 2007
Gruppen Teapacks består av sju personer, men när reglerna inom Eurovisionen inte lät dem ha mer än sex personer på scen fick de lotta ut att vem fick stå över från uppträdande. De valde att ljudmixaren Meir Amar fick stå över.